# Творишино
Твори́шино (историческое название Творишин) — село в Гордеевском районе Брянской области, административный центр Творишинского сельского поселения. Расположено в 6 км к юго-востоку от Гордеевки.
Имеется отделение связи, школа, детский сад, дом культуры, сельская библиотека.

## Экологические проблемы
править
Согласно Распоряжению Правительства РФ Гордеевский муниципальный район: В результате аварии на Чернобыльской АЭС 26 апреля 1986 года территория района была загрязнена долгоживущими радионуклидами: плутонием, америцием, строением, цезием.
III. Зона проживания с правом на отселение
с. Творишино

## История
Упоминается с первой половины XVII века как деревня, владение шляхтича Чижа; 
После подписания в 1619 году между Россией и Польшей Деулинского перемирия, Творишино в составе юго-западной части России отошло к Польше, а его владельцем стал шляхтич Чиж.
позднее — стародубского магистрата,
с 1736 — Шираев.
До 1781 года входило в Новоместскую сотню Стародубского полка;
с 1782 по 1921 в Суражском уезде.
с 1861 — в составе Гордеевской волости;
в 1921—1929 в Клинцовском уезде (та же волость). Храм Иоанна Богослова упоминается с 1877 года (не сохранился). В конце XIX века была открыта земская школа, проводилась ежегодная ярмарка. В начале XX века построен спиртзавод.
С 1929 года в Гордеевском районе, а при его временном расформировании (1963—1985) — в Клинцовском районе. В 1976 году к селу присоединены деревня Паньковичи и посёлок Буросовка.

## Население
| 2010 | 2013  |
| ---- | ----- |
| 1095 | ↘1021 |